# 大东坝镇
大东坝镇，是中华人民共和国浙江省丽水市松阳县下辖的一个乡镇级行政单位。

## 行政区划
大东坝镇下辖以下地区：
灯塔村、后宅村、梨树岗村、蔡宅村、山头村、下宅街村、山边村、六村、七村、西山村、百步村、牛角圩村、白丰村、大东坝村、赤圩村、树梢村、二滩坝村、外大阴村、内大阴村、上了山村、横樟村、蛤湖村、山徐村、洋坑埠头村、明源村、燕田村、小后畲村、源口村、五部村和黄南村。

## 中国传统村落
2013年8月，六村、横樟村获批第二批中国传统村落。